# Fortaleza Dashtadem
El castillo de Dashtadem llamado también fortaleza de Dashtadem (en armenio: Դաշտադեմի ամրոց), es una estructura que se fue construyendo entre los siglos X al XIX, situada en la periferia de la parte sur de la población de Dashtadem en la provincia de Aragatsotn de Armenia. A una distancia de unos dos kilómetros se encuentra el restaurado Monasterio de San Cristóbal (en armenio: Սուրբ Քրիստափորի վանք) del siglo VII, visible desde el castillo-fortaleza.

## Descripción
Un recinto amurallado octogonal rodea la fortaleza, construido a principios del siglo XIX. Lo formaba una línea continua de ocho baluartes con muros de cortina que encierra unas fortificaciones interiores: siete baluartes poligonales regulares y un bastión semicircular al norte. Donde se pueden apreciar los bastiones plenamente constan de dos caras y dos lados con aberturas de fuego para proteger los muros de cortina y los bastiones adyacentes, los muros entre los bastiones semicirculares están  en ángulo para protegerse mutuamente. La puerta principal se encuentra en un ángulo recto formado desde en el lado este del bastión norte.
En la parte exterior por encima del arco de la puerta de entrada se encuentran bajorrelieves con representaciones de leones. Un muro más bajo decagonal interior rodea el torreón de la fortaleza y una capilla adyacente del siglo X. Cinco de los diez bastiones originales semicirculares permanecen en pie. La torre del homenaje consta de cuatro torres semicirculares –probablemente del siglo XII– que fueron añadidas en una fecha posterior a las fortificaciones anteriores armenias del siglo X. Por debajo de estas torres hay grandes cisternas y túneles que conducen a la parte superior de la torre del homenaje. La estructura fue parcialmente renovada en los últimos años del siglo XX y la capilla reconstruida por completo.
En la pared este de la torre del homenaje hay una inscripción de cuando fue una fortaleza árabe con escritura cúfica del año 1174, donde se atribuye la estructura al sultán Ibn Mahmud (Shahanshah) perteneciente a la dinastía de los Shaddadíes y último emir de Ani.
Hasta hace poco, en la fortaleza tenían sus casas algunos pastores locales y sus familias. Estas personas han sido desplazadas, mientras se han puesto en marcha las renovaciones.

## Excavaciones
La fortaleza de Dashtadem ha llamado la atención de los investigadores de la historia de la arquitectura armenia desde el siglo XIX. A finales de dica centuria, fue visitado y descrito por Hovhannes Shahkhatuneants  y por el arquitecto Toros Toramanian. La fortaleza de Dashtadem, el monasterio de San Cristóbal al sur y el asentamiento circundante fueron descritos por el arqueólogo Hovsep Yeghiazaryan como parte de una expedición científica a Talin. Las primeras excavaciones en el castillo de Dashtadem se llevaron a cabo en 1989-1990 bajo la dirección del arqueólogo Yesai Asatryan. En la década de 2000 las excavaciones se realizaron de forma intermitente, como parte de los trabajos de restauración del castillo. Desde 2015, la expedición del Instituto de Arqueología y Etnografía de Armenia realiza excavaciones sistemáticas en el territorio del castillo.

## Galería

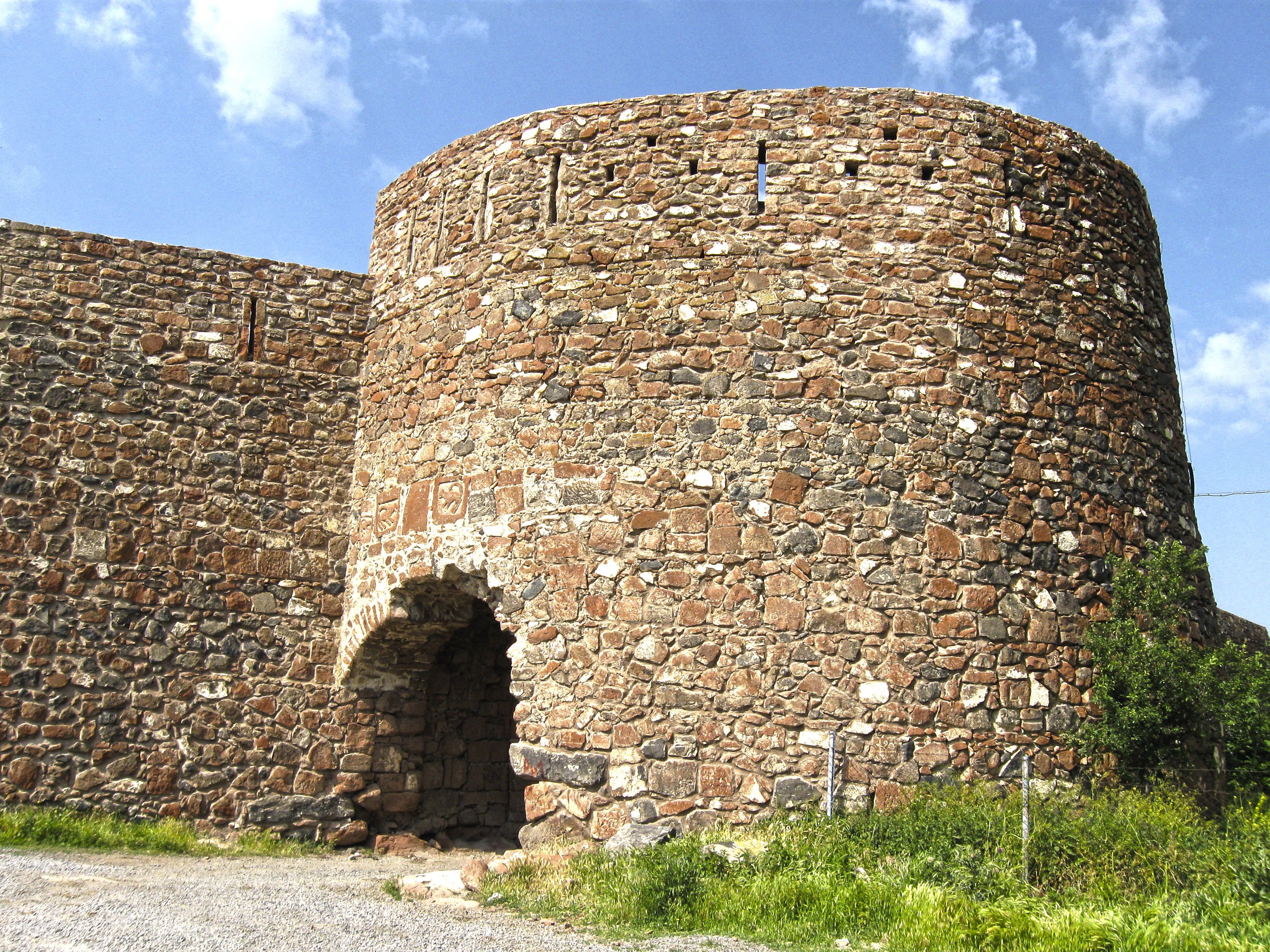
Bastión semicircular norte.
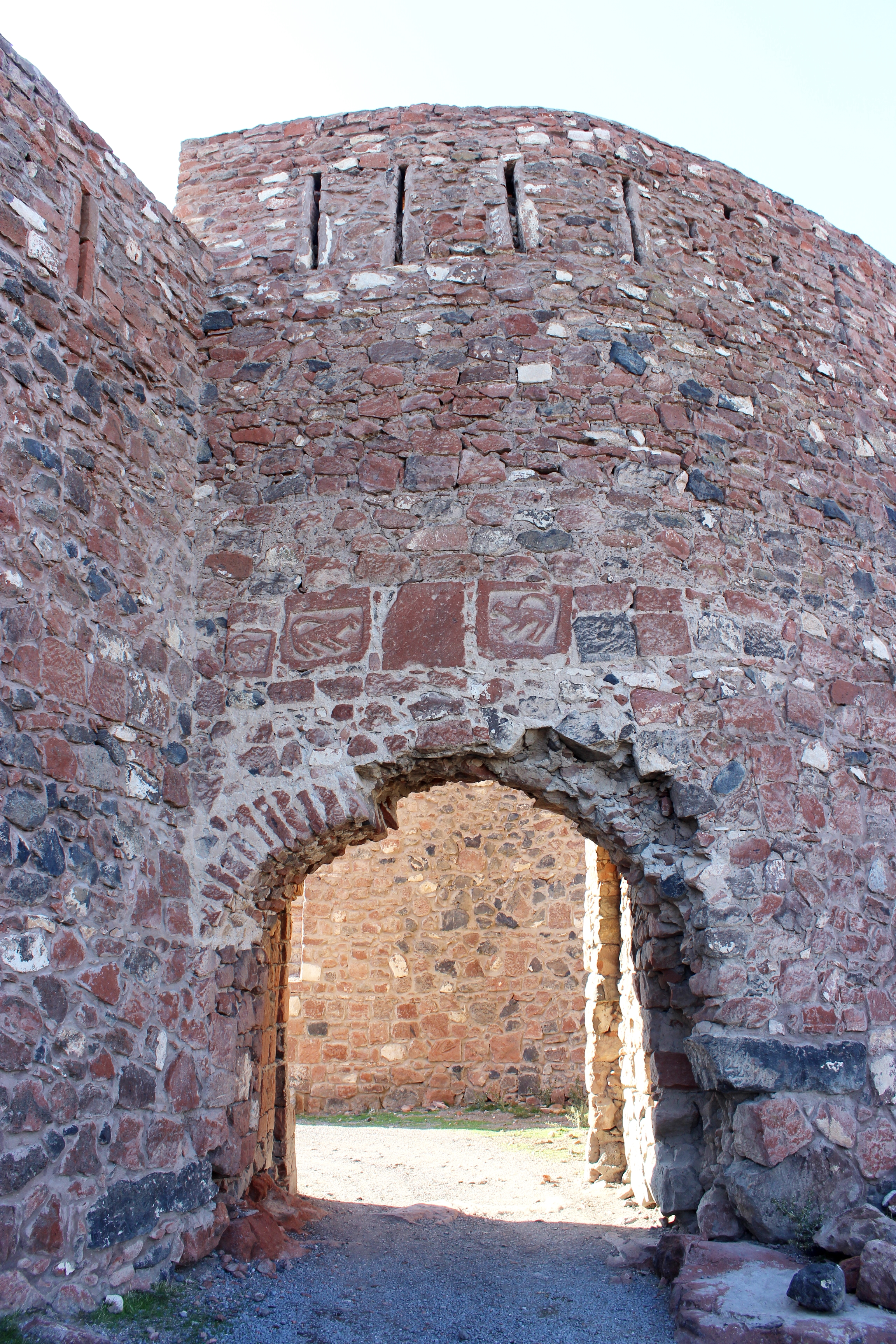
Puerta de la fortaleza con representaciones de leones sobre ella.
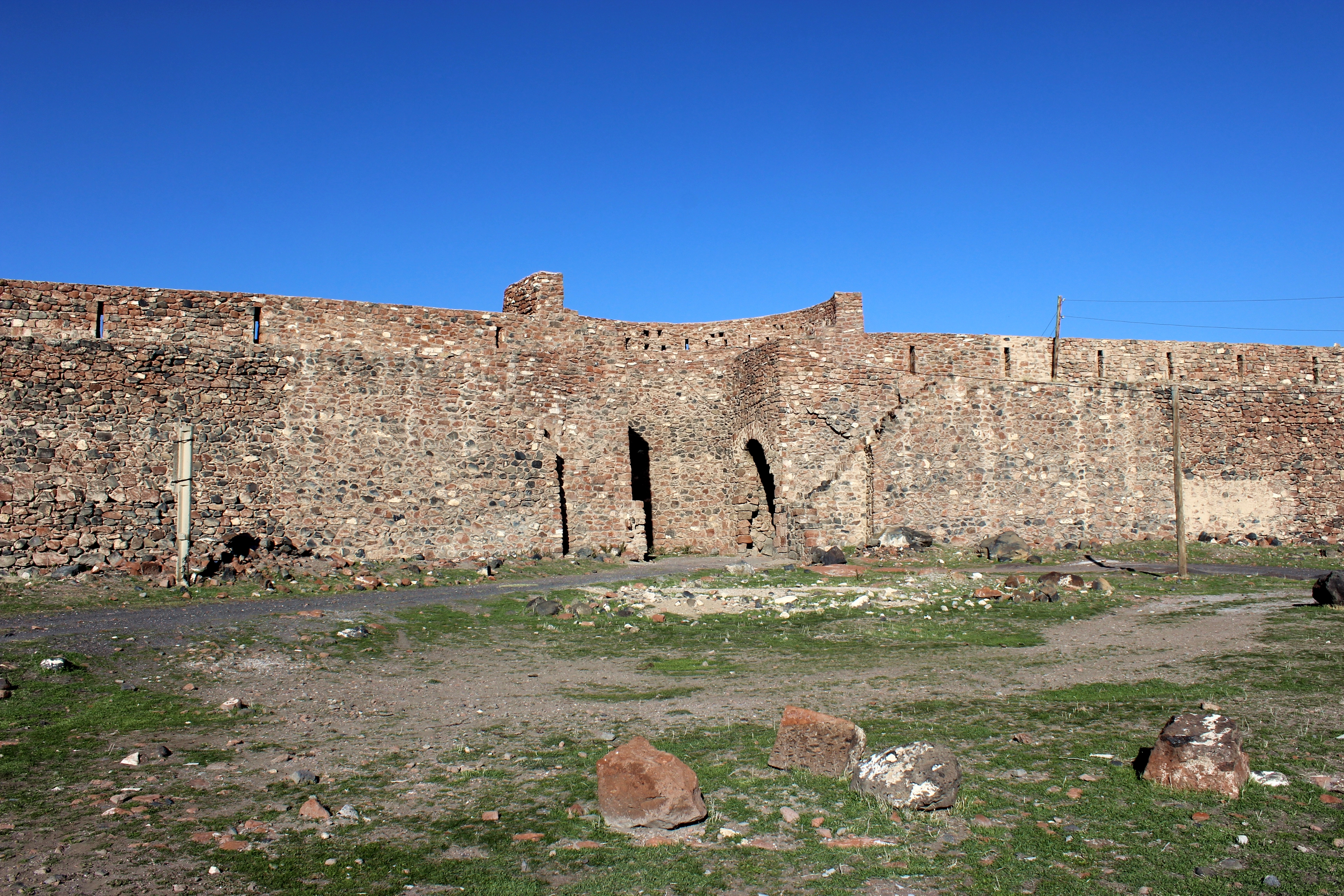
Recinto amurallado del siglo XIX.
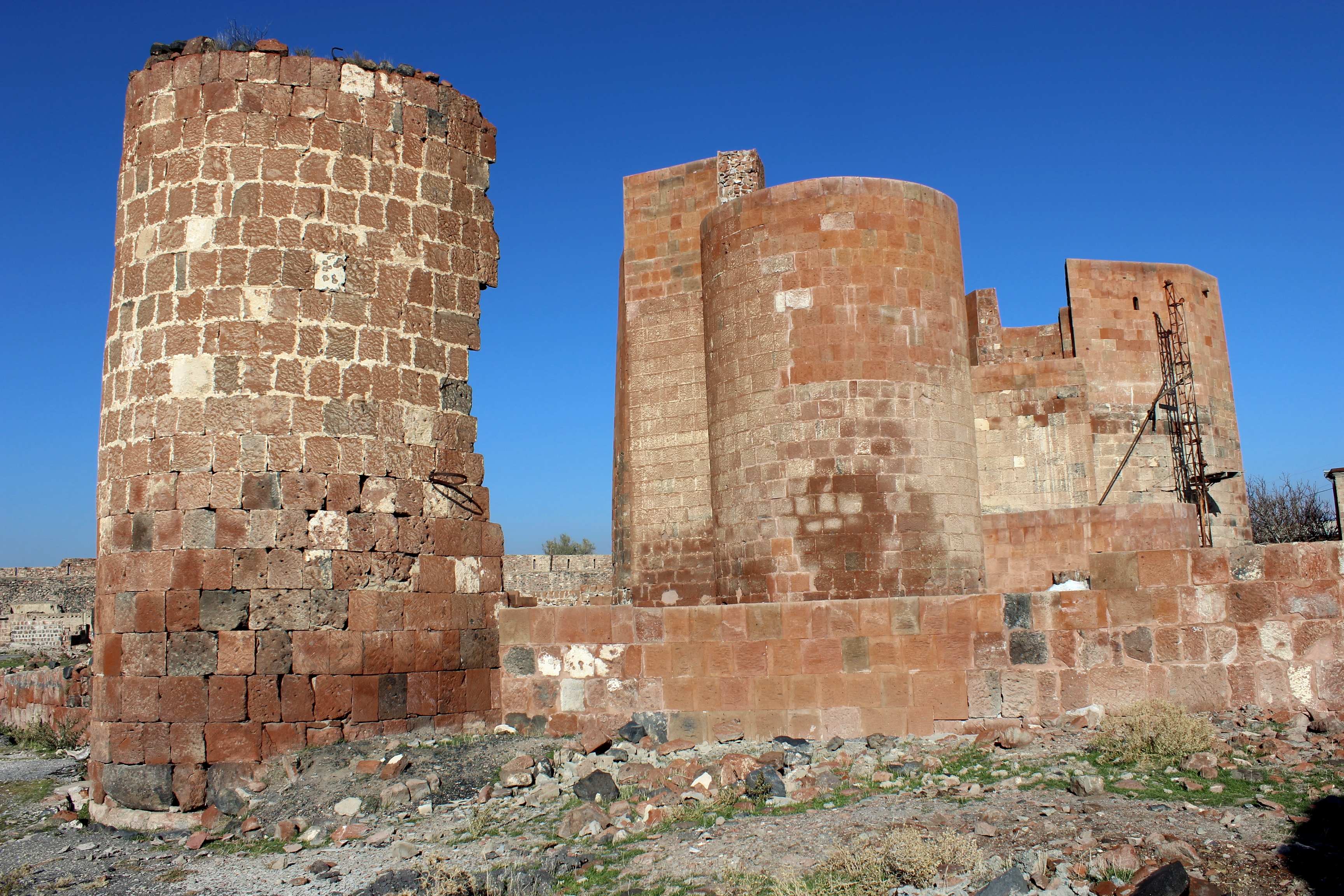
Parte interior del recinto.
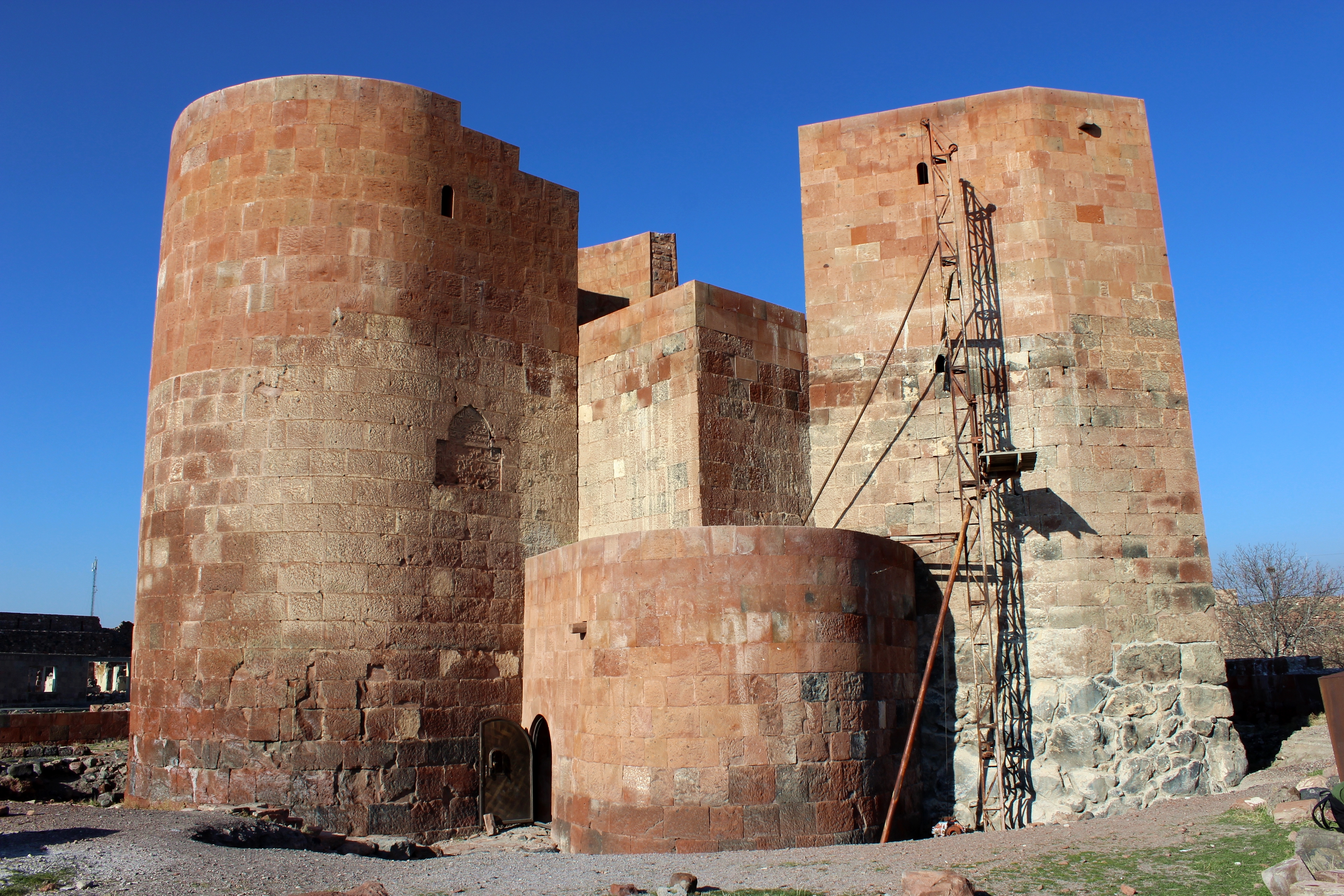
Torre del homenaje.
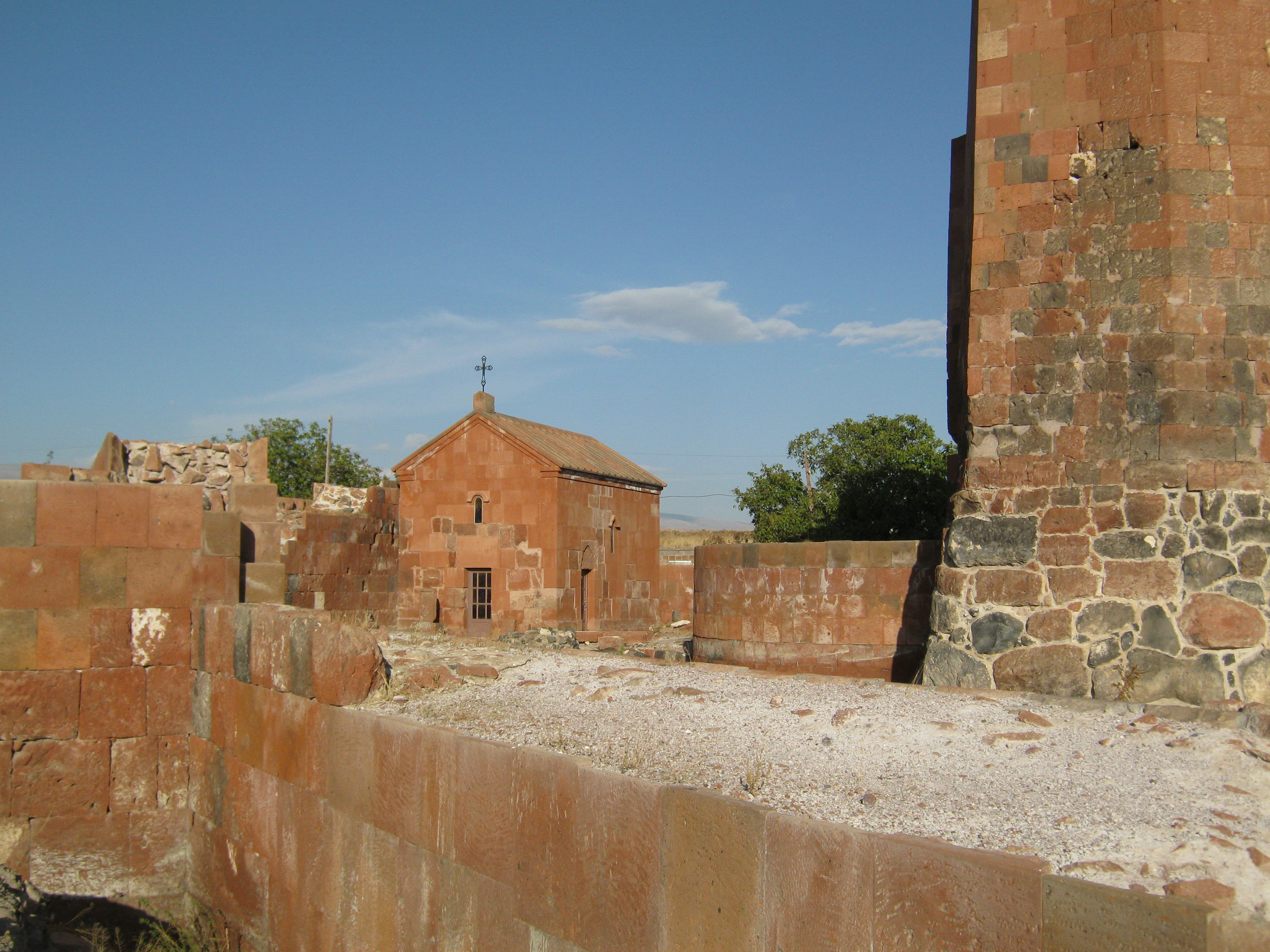
Capilla del siglo X.
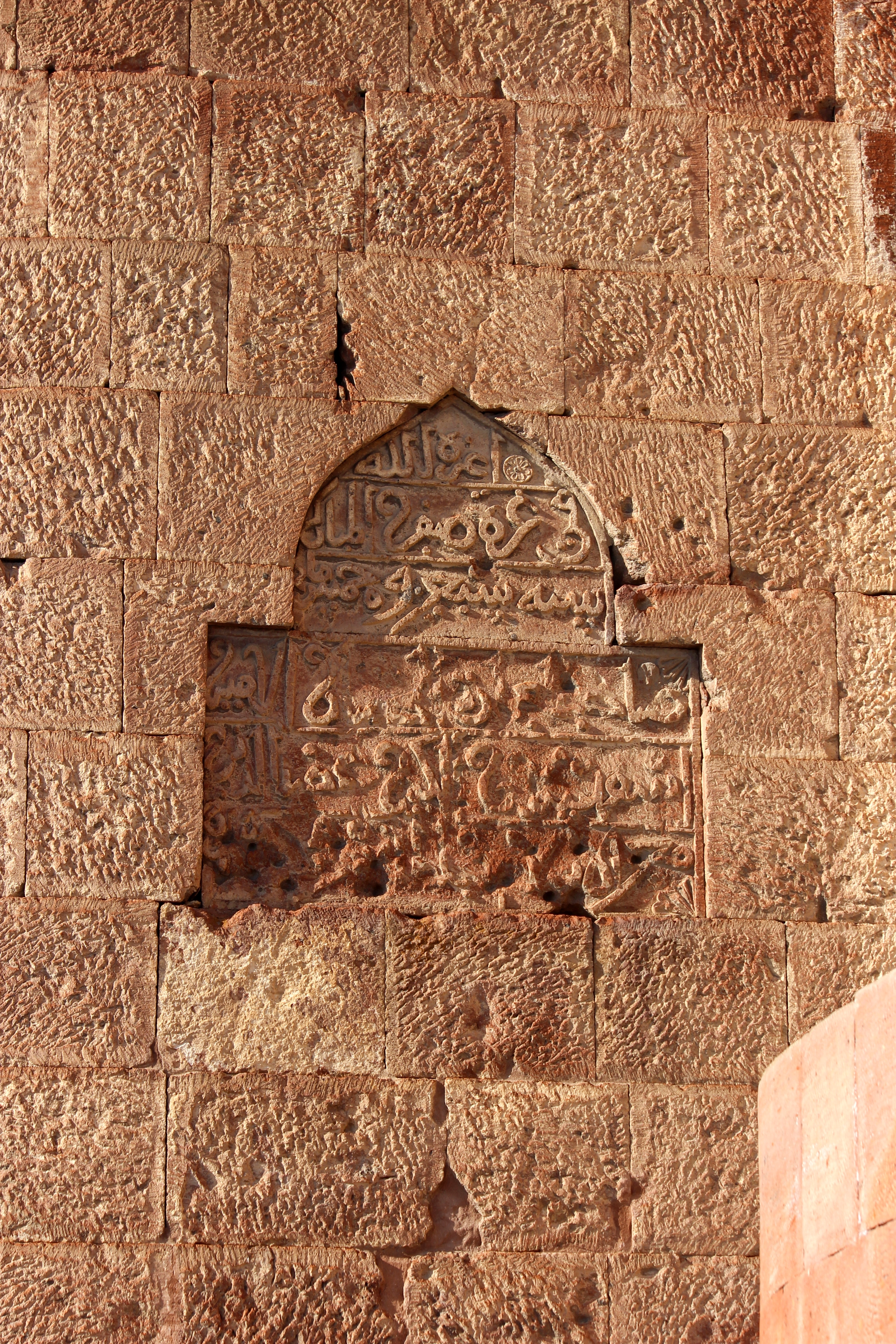
Inscripción árabe del sigo XII.